# Madrasa Ghiyathiyah
La Madrasa Ghiyathiyah (in persiano مدرسه خرگرد‎) è un edificio sito nel villaggio iraniano di Khar Gerd, a 150 km da Mashhad.

## Storia e descrizione
Questa madrasa fu commissionata da Ghiyath al-Din Pir Ahmad Khvafi, un visir di Shah Rukh la cui famiglia proveniva dal luogo in questione. Un'iscrizione riporta che la sua costruzione fu avviata da Qavam al-Din Shirazi e completata dallo schiavo Ghiyath al-Din Shirazi nel 1442. Nel corso dei secoli la madrasa fu soggetta a numerosi furti.
L'edificio è indipendente e le sue superfici esterne sono decorate con motivi e nomi sacri in mattoni utilizzando sia smalti colorati che rifiniture in mattone. L'ingresso ha un iwan centrale, tre nicchie laterali e torri ad ogni angolo.
L'iwan centrale conduce a un vestibolo che si affaccia sul cortile con altri quattro iwan. Dal medesimo vestibolo si accede a due sale sormontate da cupole: quella a sinistra è chiamata "aula magna", mentre quella a destra è la moschea con il miḥrāb. Entrambe le sale erano attraversate da archi trasversali e gli spazi tra gli archi adiacenti erano dotati di volte di riempimento.
La cupola principale è in gesso ed è forata da otto finestre, ognuna delle quali ha dei frammenti colorati che lasciano intuire che un tempo le vetrate erano multicolore. La cupola interna era protetta da un'altra esterna in mattoni, a sua volta forata da aperture. La complessa pianta su due livelli presenta degli ambienti di diverse dimensioni, nonché alcove, ripostigli e una torre del vento.